# 圣马西莫
圣马西莫（義大利語：San Massimo），是意大利坎波巴索省的一个市镇。总面积27平方公里，人口801人，人口密度29.7人/平方公里（2009年）。ISTAT代码为070070。